# Representações culturais de Eduardo VI da Inglaterra
Eduardo VI da Inglaterra foi mostrado na cultura popular muitas vezes.

## Literatura
Eduardo VI é um personagem central no romance de Mark Twain, O Príncipe e o Pobre, de 1881, no qual o jovem príncipe e um menino indigente chamado Tom Canty, que tem uma semelhança impressionante com Eduardo, deliberadamente trocam de lugar. Em última análise, isso leva ao eventual alarme e desconforto de ambos. No final das contas, ambos são salvos por um nobre semi-empobrecido chamado Sir Miles Hendon.
No romance para jovens adultos Timeless Love de Judith O'Brien, a personagem principal, Samantha, volta no tempo e se encontra com Eduardo VI. Outros personagens históricos do livro incluem Lady Jane Gray, o Duque de Northumberland, a Princesa Elizabeth e Barnaby Fitzpatrick.
Green Darkness (1972) de Anya Seton mostra Eduardo VI visitando a propriedade onde a heroína vive.
Herdeiros de Squire Harry (1974), de Jane Lane, retrata com precisão a intriga política na corte do jovem rei, que é assediado por implacáveis homens ambiciosos e ofuscado por suas irmãs.

## Filme
Eduardo VI foi interpretado no filme pelos seguintes atores, principalmente nas versões de O Príncipe e o Pobre:
- Tibi Lubinsky no filme mudo austríaco The Prince and the Pauper (1920)
- Forbes Dawson no filme mudo britânico Lady Jane Gray; Ou, The Court of Intrigue (1923)
- Desmond Tester em Tudor Rose (1936)
- Bobby Mauch em The Prince and the Pauper (1937)
- Rex Thompson em Young Bess (1953) e The Prince and the Pauper (1957)
- Mark Lester em The Prince and the Pauper (1977)
- Warren Saire em Lady Jane (1986)[1]
- Cole Sprouse em A Modern Twain Story: The Prince and the Pauper (2007)

## Televisão
Edward foi interpretado na televisão pelos seguintes atores, novamente principalmente nas versões de O Príncipe e o Pobre:
- Sean Scully em The Prince and the Pauper (1962), parte da série americana Disneyland
- Jason Kemp na série Elizabeth R da BBC (1971)
- Nicholas Lyndhurst em The Prince and the Pauper (1976), uma adaptação para a televisão da BBC do escritor Richard Harris
- Philip Sarson no drama britânico The Prince and the Pauper (1996)
- Jonathan Timmins no drama britânico The Prince and the Pauper (2000)
- Hugh Mitchell na série da Granada Television Henry VIII (2003), com Ray Winstone como Henry
- Eoin Murtagh e Jake Hathaway na série da Showtime The Tudors (2007-2010), com Jonathan Rhys Meyers como Henrique VIII
- Ashley Gyngell no documentário da BBC England's Forgotten Queen: The Life and Death of Lady Jane Gray (2018)